# Riccardo Sanseverino
Riccardo Sanseverino, dal ramo Di Lauro, Conte di Caserta (1220 – 1267), è stato un nobile italiano.

## Biografia
Figlio del conte Tommaso il Vecchio (del ramo "di Lauro" della famiglia Sanseverino) e di Siffridina Gentile, alla morte del padre divenne conte di Caserta, ottenendo il governo di un territorio che si estendeva dalla Terra di Lavoro alla Capitanata.
Sposò ad Andria nel 1249 Violante di Svevia, figlia di Federico II di Svevia e di Bianca Lancia, e sorella di re Manfredi. Ebbe numerosi incarichi alla corte imperiale di Federico, tra i quali quello di Vicario Imperiale. 
Mentre l'imperatore si trovava a Grosseto, alcuni nobili siciliani organizzarono una congiura ai suoi danni. Fu proprio Riccardo ad avvisare Federico della rivolta, il quale si vendicò arrestando e massacrando i congiurati. Federico lo chiamò "genero generoso" e "diletto figlio". Fu presente alla morte dello "stupor mundi" nel 1250 a Castel Fiorentino.
È controversa la questione sul suo presunto tradimento a Ceprano che avrebbe permesso agli Angioini di penetrare nel Regno di Napoli.

Carlo I d'Angiò, nei suoi registri, lo definì "mio fedele" ma la questione è tuttora aperta.
Da Violante ebbe un figlio: Corrado, che sposò Caterina dei Conti di Ginevra ed ereditò la contea. Costui fu un fautore di Corradino di Svevia e per questo motivo fu imprigionato insieme alla moglie in Castel del Monte.

## Nella letteratura
Riccardo di Sanseverino, conte di Caserta è uno dei personaggi principali del romanzo La battaglia di Benevento di Francesco Domenico Guerrazzi, che accredita la teoria del rapporto incestuoso fra Manfredi e Violante.
Le vicende della sua vita e del suo presunto tradimento nella battaglia di Ceprano sono narrate nel dramma "Syfridina" di Francescoantonio Nappi, rappresentato per la prima volta a Lauro (un tempo possedimento dei Sanseverino) il 3 gennaio 2015 dalla compagnia de "Il Demiurgo".